# 洪敬南
洪敬南（1946年—），汉族，中华人民共和国政治人物、第十一届全国政协委员。
担任香港嘉里集团有限公司董事、嘉里建设有限公司副董事长。2008年，当选第十一届全国政协委员，代表经济界，分入第三十四组。并担任经济委员会专委。
洪先生擁有西澳大學土木工程學士學位，多倫多大學工商管理碩士學位，並於1998年完成了哈佛商學院的國際高級管理項目。
现任嘉里控股有限公司董事、嘉里兴业有限公司董事及Allgreen Properties Limited 公司董事；中国国际贸易中心有限公司执行董事、常务董事、饭店政策执行委员会委员